# کوه سونگای
کوه سونگای (به لاتین: Mount Sungay) یک قله در فیلیپین است که در Tagaytay واقع شده‌است. کوه سونگای ۷۰۹ متر بالاتر از سطح دریا واقع شده‌است.